# Jaroslav Balík
Jaroslav Balík, né le 23 juin 1924 à Prague où il est mort le 17 octobre 1996, est un scénariste, réalisateur et pédagogue de cinéma tchèque.

## Biographie
Il commence à travailler dans le cinéma tchécoslovaque après la Seconde Guerre mondiale à divers postes d'assistant. Parallèlement, il étudie à la FAMU de Prague dont il sort diplômé en 1952 . Après avoir obtenu son diplôme, il exerce comme assistant réalisateur et réalisateur adjoint, puis à partir de 1957 comme réalisateur indépendant. De 1973 à 1990, il enseigne aussi à la FAMU à Prague.
Dès le début de sa carrière, il réalise le film Bomba puis, en 1962, enchaîne avec Blbec z Xeenemünde. En 1972, il réalise la comédie Slečna Golem.
Ses œuvres les plus connues à la télévision au début des années 1970, sont Případ Mauricius (1970), le téléfilm Romeo a Julie na konci listopadu (cs) (fin novembre) et le film romantique Milenci v roce jedna avec Marta Vančurová et Viktor Preiss.

## Filmographie

### Cinéma
- 1953 : Anna Proletářka (comme assistant-réalisateur)
- 1957 : Bomba
- 1959 : Zkouška pokračuje
- 1961 : Reportáž psaná na oprátce
- 1962 : Blbec z Xeenemünde
- 1962 : Tarzanova smrt
- 1964 : Pět hříšníků
- 1967 : Jak se krade milión
- 1968 : Ta třetí
- 1972 : Slečna Golem
- 1973 : Milenci v roce jedna
- 1974 : V každém pokoji žena
- 1976 : Jeden stříbrný (gl)
- 1977 : Stín létajícího ptáčka
- 1977 : Zrcadlení
- 1978 : Já jsem Stěna smrti
- 1979 : Hordubal
- 1980 : Rytmus 1934
- 1981 : Konečná stanice
- 1982 : Šílený kankán
- 1984 : Atomová katedrála
- 1985 : Experiment Eva
- 1987 : Narozeniny režiséra Z. K.

### Télévision
- 1977 : Tichá voda
- 1974 : Kosmas a paní Božetěcha
- 1973 : Adam a Gabriel
- 1971 : Romeo a Julie na konci listopadu
- 1970 : Kouzelný dům
- 1970 : Príbehy z lepšej spoločnosti
- 1970 : Případ Mauricius